# Florenci Cuairan i Blas
Florenci Cuairan i Blas (el Masnou, Maresme, 1895 - Barcelona, 1972) fou un escultor català.
De jove fou picapedrer. Fou deixeble de l'escultor Joan Borrell i Nicolau. S'especialitzà en escultures d'animals (com bisons i foques). Treballà diversos materials com pedra, marbre, fusta, bronze i coure. El 1937, durant la Guerra Civil Espanyola, s'exilià. Després d'un sojorn a Anglaterra, se n'anà a viure a la República de Sud-àfrica fins al 1967, quan tornà a Barcelona.